# Departamento de Orán
El departamento de Orán es un departamento ubicado en la provincia de Salta en Argentina.
Tiene una superficie de 11 892 km² y limita al norte con los departamentos de Santa Victoria, Iruya y San Martín y el Estado Plurinacional de Bolivia, al este con el departamento de Rivadavia, al sur con el de Anta y al oeste con la provincia de Jujuy.

## Localidades
- San Ramón de la Nueva Orán
- Pichanal
- Colonia Santa Rosa
- Hipólito Yrigoyen
- Urundel
- Aguas Blancas

## Parajes
- Algarrobal
- Chaguaral
- El Quimilar
- Esteban de Urizar
- Ingenio San Martín del Tabacal
- Jerónimo Matorras
- km 1281
- La Estrella
- Manuel Elordi
- Martínez del Tineo
- Misión Zenta
- Río Pescado
- Saucelito
- Yuchán
- El Retiro

## Demografía
Según el INDEC durante el censo argentino de 2010 la población del departamento fue de 138.838 habitantes.
Para el censo 2022 el departamento registró 160.642 habitantes. Esto representó un aumento en la cantidad de personas del 15,7%.Estos datos le valieron ser el tercer departamento con mayor población de la provincia.
|           | 1869  | 1895    | 1914    | 1947     | 1960   | 1970   | 1980    | 1991    | 2001    | 2010    | 2022    |
| Población | 4.592 | 6.022   | 10.403  | 60.381   | 60.163 | 61.353 | 76.397  | 100.747 | 124.029 | 138.838 | 160.642 |
| Variación | -     | +31,14% | +72,74% | +480,41% | -0,36% | +1,97% | +24,52% | +31,87% | +23,10% | +11,9   | +15,7   |

Fuente: Instituto Nacional de Estadísticas y Censos, INDEC

## Sismicidad
La sismicidad del área de Salta es frecuente y de intensidad baja, y un silencio sísmico de terremotos medios a graves cada 40 años

## Flora
Las selvas pedemontanas constituyen una franja altitudinal con un importante porcentaje de especies exclusivas, las que constituyen alrededor de un 50 % del total de especies. El origen biogeográfico de estas selvas se encuentra estrechamente relacionado con otros bosques estacionales de Sudamérica, como los bosques de la Caatinga brasilera y de la Península de Guajira de Venezuela y Colombia. Estas vinculaciones son tan grandes que se ha llegado a postular una distribución continua de estos bosques a través de Sudamérica en el pasado, durante períodos climáticos con condiciones de intensidad y distribución de las precipitaciones diferentes a las actuales. En tal sentido, los bosques considerados en el presente proyecto constituyen un "relicto" biogeográfico y tal condición incrementa su valor de conservación y aumenta la necesidad de su persistencia a largo plazo. 
No existen listas exhaustivas de la diversidad específica de estas selvas, pero estimaciones preliminares indican que en las mismas habitan al menos 278 especies de plantas leñosas (árboles, arbustos y lianas). Sólo de árboles encontramos 104 especies de las cuales 40 especies (38 %) son exclusivas del Sector involucrado por el presente estudio. Este sector representa la llamada "Selva de Palo Blanco y Palo Amarillo" y por ende conforma uno de los sectores con mayor riqueza exclusiva de las Yungas de Argentina y en tal sentido uno de los sectores prioritarios a conservar. Es a su vez el piso altitudinal con mayor número de especies de valor maderable, algunas de las cuales se encuentran en estado vulnerable o cercano a la extinción local como por ejemplo el roble (Amburana cearensis), cedro salteño (Cedrela angustifolia), quina colorada (Myroxylon peruiferum).

## Fauna
Desde el punto de vista de la fauna las selvas pedemontanas han sido consideradas como un área de elevada riqueza específica, quizás posiblemente referido a su rol de ecotono entre dos grandes regiones biogeográficas: las Yungas y el Chaco Semiárido. Sin embargo, existen a nivel de mamíferos y aves muy pocos endemismos. Sólo han sido mencionados Ara militaris (guacamayo verde) y Dasypus yepessi (mulita). Debido al elevado proceso de degradación en que se encuentran las selvas pedemontanas, especies de aves y mamíferos de mediano a gran tamaño han prácticamente desaparecido. Especies que habitaban el sector comprendido por el presente estudio como pecaríes labiados y de collar (Tayassu albirostris, T. pecari, respectivamente), tapir (Tapirus terrestris), mono (Cebus apella), tigre (Felis onca), pavas de monte (Penelope obscura), y tucanes (Rhamphastos toco) son raros o casi inexistentes hoy en día. Por otro lado, especies como las corzuelas (género Mazama), zorros (Cerdocyon thous), acutes (Aguti cuniculus), loros (Ara auricollis, Amazona tucumana, A. aestiva, Phyrrura molinae, etc.), son relativamente frecuentes de observar o encontrar sus rastros.